# Півники маленькі

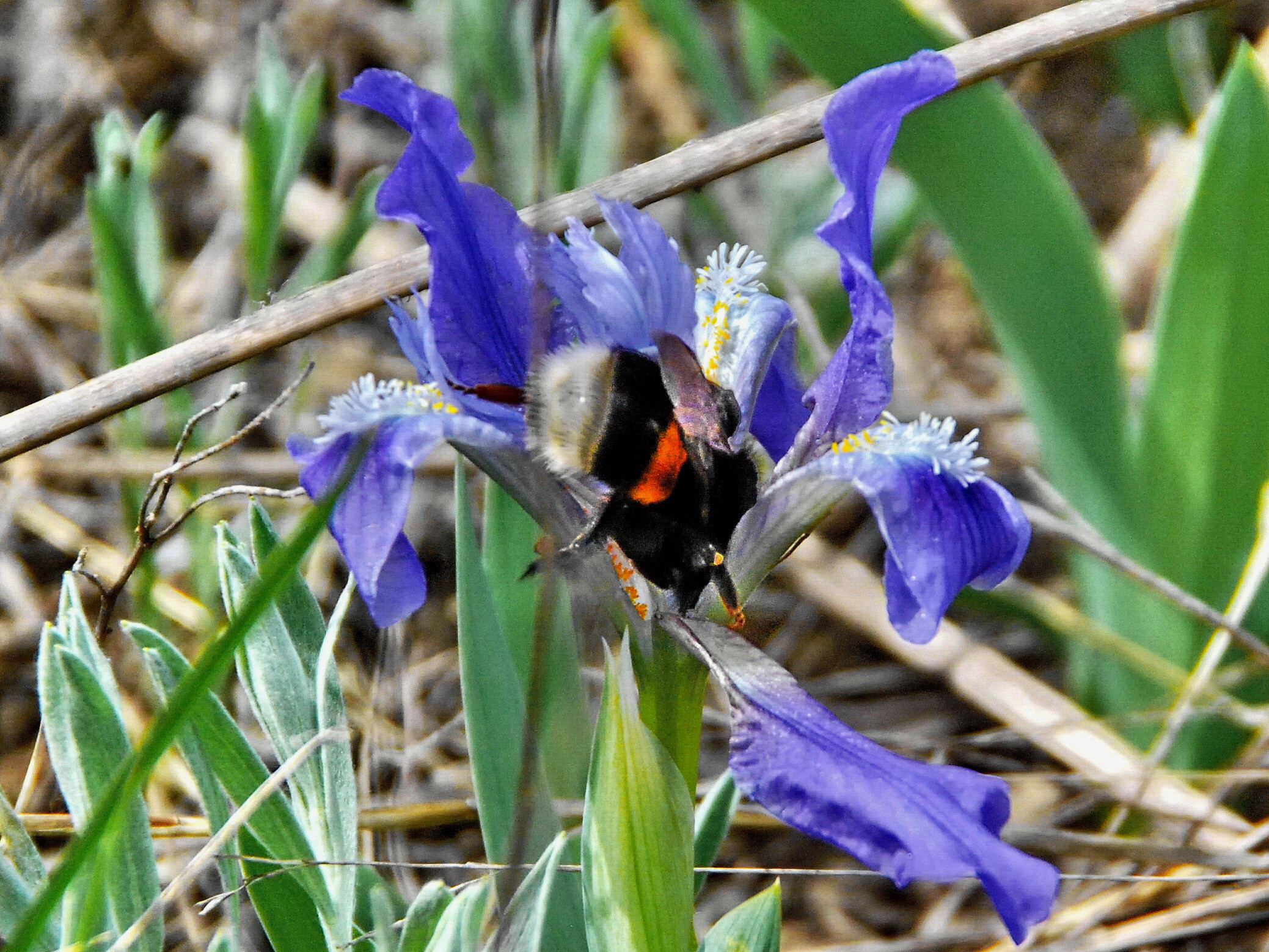
Пі́вники ка́рликові (Iris pumila) як медоноси

Пі́вники мале́нькі, також пі́вники ка́рликові (Iris pumila) — багаторічна рослина родини півникових. Низька трава з косим мечоподібним листям і різнобарвними квітами характерної форми. Степовий вид, поширений здебільшого у Східній Європі. Маловідома лікарська і технічна рослина, а також популярна декоративна культура. Регіонально рідкісний вид, узятий під охорону в багатьох регіонах України.

## Етимологія
Латинська родова назва виду походить від імені давньогрецької богині веселки Іриди, чиє ім'я в оригіналі звучить як дав.-гр. Ίρις. Таку назву надано роду за різноманітне забарвлення квітів, притаманне його представникам. Видовий латинський епітет в перекладі означає «маленький», він підкреслює визначальну особливість цієї рослини — невеликий розмір. В українській мові крім наукових відомі такі народні назви як коси́тень карлова́тий, коса́тик, пі́вники степові́, пі́внички, пітушки́. В них терміни «півники», «півнички» і «пітушки» (останнє від рос. петух) вказують на характерну форму трохи вигнутого листя, яке нагадує хвіст півня. Слова «коситень» і «косатик» проводять аналогію між формою листя і вигнутим лезом коси. Прикметникові епітети «карловатий» і «карликовий» (від слова «карлик») натякають на малу висоту рослини. Уточнення «степові» вказує на розташування оселищ цього виду в степах.
Підвид Iris pumila subsp. taurica може фігурувати в літературі під самостійною назвою пі́вники кри́мські. Слід зауважити, що в російській науковій літературі півники маленькі часто називають рос. ирис низкий, касатик низкий — «півники низькі». Це може створювати плутанину, оскільки в українській мові півниками низенькими іменують зовсім інший вид (Iris humilis Georgi).

## Опис
Багаторічна трав'яниста рослина 10—20 см заввишки, полікарпик, криптофіт, геофіт. Дорослі особини часто утворюють негусті дерновини завширшки 70—90 см, які з віком лисіють посередині. Кореневище завтовшки 1—1,5 см, коротке, горизонтальне, приповерхневе, розгалужене, складене з ділянок, які щороку наростають і зберігають життєздатність до 8—12 років. Додаткові корені добре розвинуті. Стебло прямостояче, просте, майже не розвинуте, над поверхнею землі стирчить тільки його квітконосна частина завдовжки 5—25 см. У кожної рослини з бруньок відновлення на кореневищі зазвичай утворюється від 2 до 5 таких пагонів. Листки завдовжки 6—10 (20) см, завширшки 0,3—2 см, прикореневі, чергові, дворядні, від широколінійних до мечоподібних, прямостоячі, сизо-зелені, у фазі повного розвою з характерним вигином, після цвітіння збільшуються удвічі й стають вищими за стебло.
Квітки завширшки 3—8 см, без запаху або зі слабким запахом, майже завжди одиночні, зрідка може бути присутня друга, як правило, недорозвинена квітка. Приквітки завдовжки 6—9 см, парні, ланцетні, плівчасті, на верхівці шкірясті, зелені. Оцвітина складається з 6 еліптичних пелюсток, розташованих в двох колах і зрослих при основі в трубку. Трубка оцвітини з трьома пурпуровими смугами, завдовжки до 5 см (зрідка до 8—11 см), у 3—5 разів довша за зав'язь, високо здіймається над приквітками. Пелюстки зовнішнього кола відігнуті вниз, заокруглені, іноді з закрученими кінчиками, при основі клиноподібно звужені, зі смужкою ніжних коротких волосків (борідкою). Внутрішні пелюстки стирчать вверх, довші та ширші за зовнішні, оберненояйцеподібні, різко звужені у нігтик, на верхівці з гострою виїмкою. Квітам цього виду притаманна мінливість забарвлення: найчастіше трапляються блідо-жовті з білою борідкою або фіолетові з блакитною борідкою, але вони можуть бути також бузковими, білими, рожевими, темно-фіолетовими (майже чорними), двоколірними (жовто-бордовими, коричнево-фіолетовими) — загалом для цього виду описано 20 типів забарвлення. Тичинок 3, своїми основами вони приростають до трубки оцвітини. Пиляки з придатками. Зав'язь нижня, тригнізда. Маточка одна, з майже сидячою, трилопатевою приймочкою, лопаті якої розширені на кшталт пелюсток. Довжина маточки близько 1 см, ширина 4—5 мм.
Природне розмаїття форми і кольору півників маленьких
Пилкові зерна у півників маленьких одиночні, одноборозенчасті, з чітко вираженою апертурою, великого і середнього розміру (діаметр 72,28—90,08 мкм), з бугорчасто-шипчастою скульптурою поверхні. Їхні обриси з полюса сферичні, з екватора — еліптичні. В однієї й тієї ж рослини зерна варіюють за розміром і формою.
Плід — багатонасінна, несправжньоодногнізда коробочка завдовжки 2—5 см, завширшки 1,5—2 см, сидяча або майже сидяча, циліндрична або здута, тригранна, загострена, зеленкуватого кольору. При достиганні вона розтріскується стулками з перегородками посередині. Характерною особливістю цього виду є залишки оцвітини, які на верхівці стиглої коробочки виглядають як тонкий шпичак. Насінини завдовжки 4—5 мм, завширшки 3—4 мм, кулясті або неправильно яйцеподібні, зморшкуваті, темно-бурі, матові. З одного боку вони мають принасінник у формі носика. Насіннєвий рубець завдовжки до 0,5 мм, довгастий, слабко виражений, світло-сірий.
Число хромосом 2n = 24, 30, 31, 32, 36.

### Визначення
Півники маленькі візуально схожі на споріднений степовий вид — півники безлисті. Для розрізнення цих рослин в польових умовах користуються такою сукупністю ознак:
| Вид / Ознаки     | Стебло і листя                                                                                         | Квіти                                                                                                 | Тичинки                                   | Маточка | Фото |
| Півники маленькі | Стебло майже не виражене, листки від лінійних до мечоподібних, вивищуються над пагоном після цвітіння. | Квіти одиночні, інколи буває 2-а недорозвинена квітка. Пелюстки різного розміру, внутрішні з виїмкою. | Пиляки з придатками.                      | Зав'язь коротша за трубку оцвітини у 3—5 разів.                                                                |      |
| Півники безлисті | Стебло вище за мечоподібні листки.                                                                     | На квітконосі 1—3 квітки. Пелюстки майже однакові, без виїмки.                                        | Тичинкові нитки майже дорівнюють пилякам. | Зав'язь на ніжці, майже однакової з нею довжини, тригранна; коротша за трубку оцвітини не більше ніж у 2 рази. |      |

## Поширення
Півники маленькі — це європейсько-середземноморський вид з диз'юнктивним ареалом. Основна зона поширення цієї рослини охоплює південь Східної Європи. Західний кордон ареалу пролягає через Молдову, Румунію, Угорщину, далі простирається на схід через степову і, частково, лісостепову зони України, Чорнозем'я, Донщину, Надволжя. На крайньому сході ця рослина розповсюджена до Південного Уралу, Передуралля, півдня Західного Сибіру і степів Казахстану. Південний кордон розповсюдження проходить через Крим, Приазов'я, Кавказ, Малу Азію. За межами основного ареалу нечисельні популяції півників маленьких існують у Центральній і Південній Європі, зокрема, в Німеччині, Чехії, на Балканах, у Середземномор'ї.
Слід зазначити, що в межах цього ареалу вид розпадається на три основних підвиди, з яких номінативний Iris pumila subsp. pumila поширений у Центральній Європі, півники кримські (Iris pumila subsp. taurica) зростають у степах України, а Iris pumila subsp. aequiloba поширений у пониззях Дніпра і Приазов'ї.
За межами первинного ареалу ця рослина зрідка трапляється в США. Здичавілих представників цього виду описували в штатах Іллінойс, Індіана, Мічиган, Огайо.
Ця рослина зростає у степах різних типів: від північних лучних до південних і кам'янистих, однак найбільш чисельна у ковилово-кострицевих. На півночі ареалу трапляється на остепнених луках. На півдні ареалу підвид Iris pumila subsp. aequiloba опанував солонцюваті степові блюдця, де є складовою рослинності напівпустельного типу. У дельті Волги півники маленькі зростають на берівських буграх, складених переважно пісками. У Передкавказзі цю рослину знаходять на схилах під покривом чагарників, у рідколіссях з ялівцю, сосни піцундської, дуба пухнастого, на Південному Уралі чагарниками-супутниками цього виду виступають ялівець козацький, таволга звіробоєлиста, мигдаль степовий. У горах улюблений висотний діапазон цього виду 300—700 м над рівнем моря, однак півники маленькі можуть траплятися і на нижчих висотах (50 м) або підійматися до рівня 900—1000 м, а в аридних гірських котловинах навіть до висоти 1200—1800 м. У балках ця рослина займає в першу чергу пологі вододіли, верхні та середні частини схилів. Півники маленькі здатні заселяти навіть деякі порушені екотопи, наприклад, узбіччя ланів, покинуті кладовища.
Півники маленькі на природоохоронних територіях України

## Екологія
Рослина світлолюбна, посухостійка (ксеромезофіт), помірно морозостійка, однак при вирощуванні в північних районах за межами природного ареалу може потребувати укриття. Віддає перевагу малопотужним, пухким, легким і дренованим ґрунтам, однак добре розвивається і на кам'янистих. Кальцефільний вид. Зазвичай росте на глинистих, чорноземних, каштанових ґрунтах, рідше трапляється на солонцях, тому що переносить незначне засолення ґрунту. Тяжіє до цілинних ділянок, не переносить задерніння і затінення.

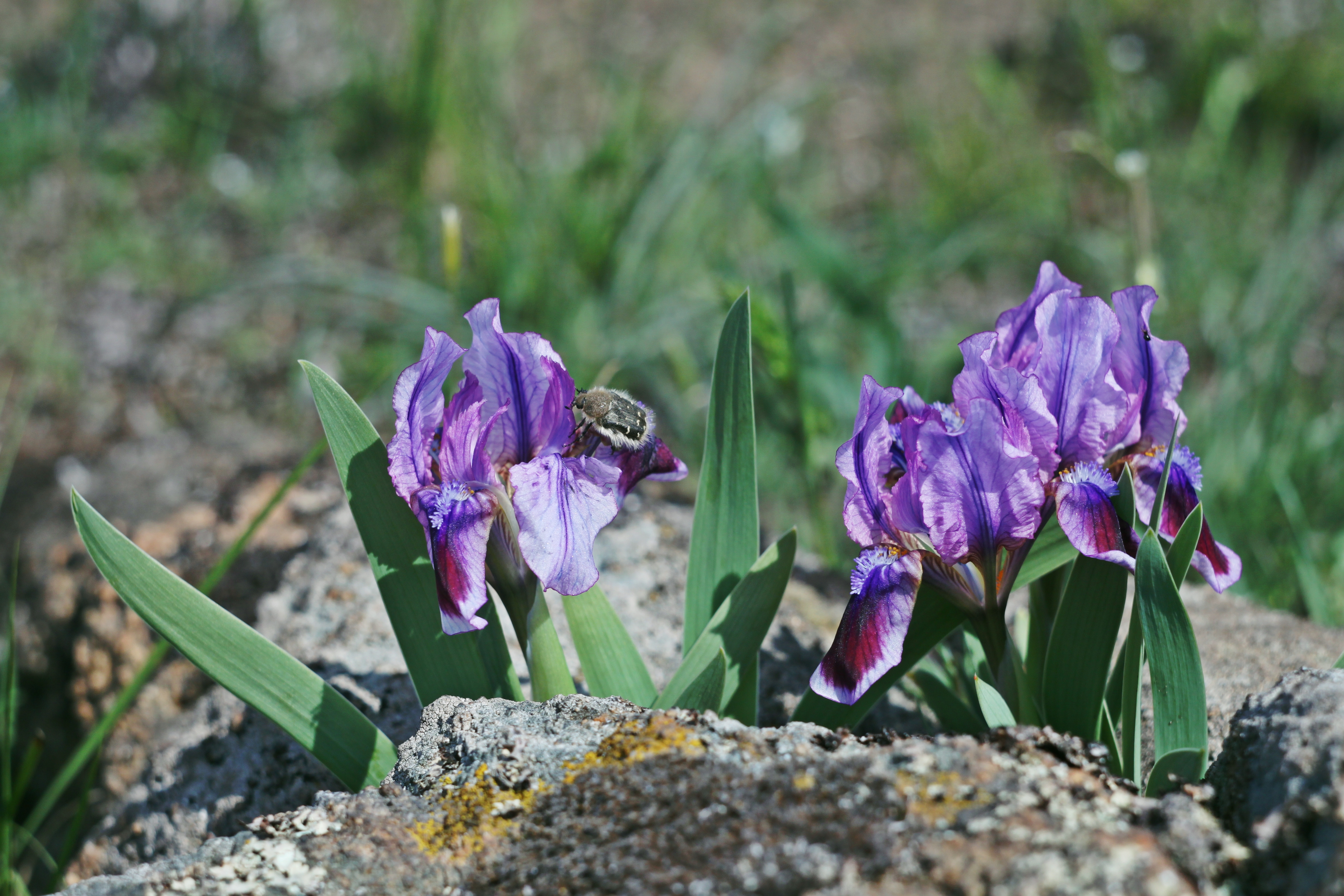
Півники пробиваються крізь граніт, а їхніми квітками вже ласує оленка (Гранітно-степове Побужжя, Україна).

Належить до весняних ефемероїдів, тобто рослин з коротким вегетаційним періодом. Квіти і листя у цього виду з'являються одночасно, однак квіти розвиваються швидше, тому під час масового цвітіння дуже помітні. По завершенні цвітіння листя продовжує рости, але вже наприкінці червня починає всихати. Решту літа рослина проводить у стані спокою. Наприкінці осені з'являються зачатки молодих листків, однак вони не розвиваються до весни. Отже півники маленькі належать до зимозелених рослин.

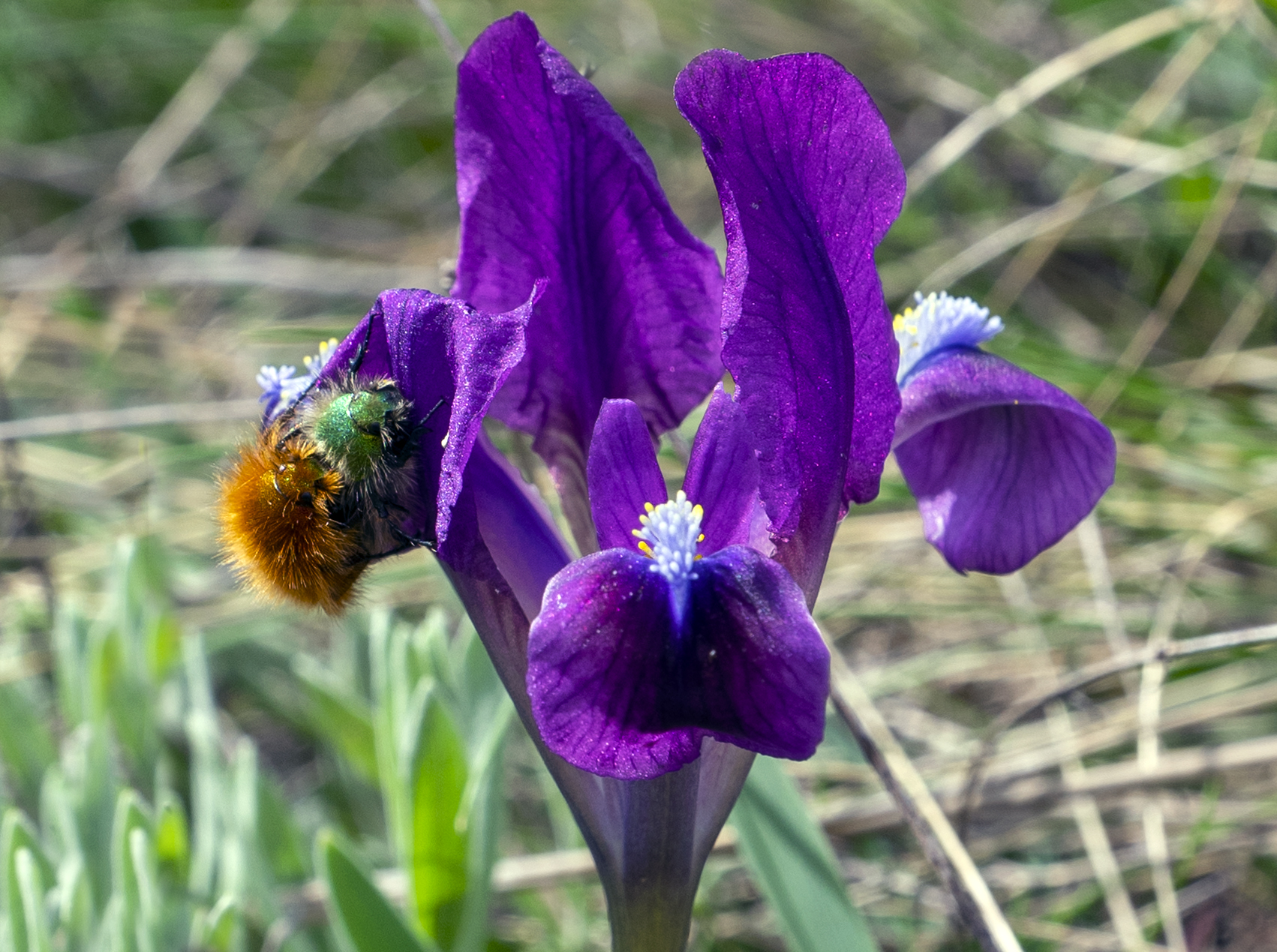
Хрущик-лисичка — запилювач і фітофаг півників маленьких (заказник Цілинна балка Вербова, Україна).

Рослина розмножується вегетативно і насінням. Вегетативне розмноження здійснюється поділом кореневищ, у природі воно переважає і часто призводить до утворення клонів. Площа таких рослин-колоній може коливатися від 225 до 4000 см². Цвітіння в Криму триває з кінця березня і весь квітень, на більшій частині ареалу воно відбувається у квітні — травні. Тривалість цвітіння однієї популяції становить 2—4 тижні. Півники маленькі запилюються комахами, найчастіше їх відвідують джмелі і бджоли. Плодоносять у травні — червні, а на півночі ареалу (на Уралі) плодоношення може тривати до липня — серпня включно. У природі насіння зав'язує 33,3—65 % квіток, у культурі — 55,6—80 %. Середня насіннєва продуктивність становить 191 насінину на рослину. Спостереження за культурними особинами показали, що проростання насіння відбувається неодночасно і розтягується на 4—5 років; схожість становить 20—40 %. Перше цвітіння в культурі відбувається вже на 1—3-й рік після проростання насіння, але і тривалість життя у таких особин доволі невелика — 4—6 років. У природі розвиток рослин значно повільніший, а тривалість життя набагато довша. Так, розвиток лише одного монокарпічного пагона триває 27—28 місяців, від проростання до першого цвітіння проходить 3—5 років, а плодоносять дикі особини протягом 20—50 років.
Природних ворогів півники маленькі не мають, однак їхніми квітами люблять ласувати оленки. У дощові роки і в теплі вологі зими цей вид вражають грибкові захворювання.
Півники маленькі на природоохоронних територіях України

## Значення
Компактний розмір і мінливість забарвлення роблять цей вид дуже привабливим для садівничих цілей, а високе генетичне різноманіття в популяціях сприяє використанню півників маленьких у селекції. В культурі ця рослина відома здавна, наприклад, збереглися свідчення, що її вирощували в саду Г. Демидова в місті Солікамськ ще у 1780 році. Разом з тим, в сучасному садівництві півники маленькі поширені нерівномірно. Найбільше їх вирощують у Західній Європі та США, де на основі цього виду створено понад сотню сортів, об'єднаних у групу карликових бородатих півників. Більша їх частина отримана шляхом схрещування півників маленьких із високими півниками садовими. У країнах Східної Європи вони відомі менше, а в російських регіонах у культурі часто нестійкі і швидко старіють. Через маленьку висоту в садах цю рослину рекомендують висаджувати на альпійських гірках, у рокаріях, квітниках і в бордюрах.
Інші способи використання півників маленьких маловідомі. Зокрема, їх застосовує народна медицина, з кореневищ цієї рослини отримують натуральний барвник, їх також використовують для ароматизації.
Сорти карликових бородатих півників

## Статус виду
В природі густина популяцій півників маленьких варіює в широких межах в залежності від антропогенного навантаження. У сприятливих умовах вона сягає 0,9—93 особин на 1 м². Приуроченість до цілинних степів, повільний розвиток диких рослин і відносно мала насіннєва продуктивність роблять цей вид уразливим до змін середовища. Найбільше шкодять цій рослині розорювання цілинних земель, надмірне випасання худоби, випалювання трави, також негативну роль грає викопування рослин для пересадки у квітники, збирання квітів, а з природних чинників деякий вплив мають ерозійні процеси на схилах і берегах морів. Півники маленькі досить стійкі до косіння.
Найбільші за чисельністю популяції розташовані на Донецькому кряжі, їхня площа може сягати 75 га, чисельність таких осередків вимірюється сотнями тисяч особин. В деяких частинах ареалу, як от у Липецькій області, цей вид вже зник, а в Орловській області знаходиться на межі зникнення. Задля збереження півників маленьких в Росії цей вид включили до Червоних книг майже всіх регіонів, на чиїх теренах він зростає. В Україні ця рослина взята під охорону в 6 областях.
Природоохоронні документи, в які включено півники маленькі
В Україні:
- Офіційний перелік регіонально рідкісних рослин Вінницької області;
- Офіційний перелік регіонально рідкісних рослин Волинської області;
- Офіційний перелік регіонально рідкісних рослин Запорізької області;
- Офіційний перелік регіонально рідкісних рослин Київської області;
- Офіційний перелік регіонально рідкісних рослин Одеської області;
- Офіційний перелік регіонально рідкісних рослин Харківської області[3].

В Росії:
| - Червона книга Астраханської області (2014); - Червона книга Бєлгородської області (2005); - Червона книга Волгоградської області (2017); - Червона книга Воронезької області (2018); - Червона книга Кабардино-Балкарської Республіки (2018); - Червона книга Карачаєво-Черкеської Республіки (2013); - Червона книга Краснодарського краю (2017); - Червона книга Липецької області (2005); - Червона книга Оренбурзької області (2014); - Червона книга Орловської області (2007); - Червона книга Республіки Башкортостан (2011); - Червона книга Республіки Дагестан (2009); | - Червона книга Республіки Інгушетія (2007); - Червона книга Республіки Калмикія (2014); - Червона книга Республіки Південна Осетія (2017) - Червона книга Пензенської області (2013); - Червона книга Республіки Татарстан; - Червона книга Ростовської області (2014); - Червона книга Самарської області (2017); - Червона книга Саратовської області (2006); - Червона книга Ставропольського краю. (2002); - Червона книга Тамбовської області (2002); - Червона книга Ульяновської області (2008); - Червона книга Челябінської області (2017); - Червона книга Чеченської Республіки (2007). |

## Таксономія
Вид вперше описаний основоположником систематики Карлом Ліннеєм 1 травня 1753 року. Через сильну морфологічну варіабельність в межах цього таксону було описано багато підвидів, форм і різновидів. Найбільш поширені з них, як от Iris pumila subsp. taurica, російські систематики іноді підносять до рангу окремого виду, однак ця думка не знайшла підтримки у світовій науковій спільноті. Каріологічні дослідження показали, що півники маленькі є природним гібридом, що утворився внаслідок запилення Iris  attica та Iris pseudopumila.
За відомостями сайту The Plant List для цього виду зареєстровані наступні синоніми:
| - Iris pumila f. acuta Prodán - Iris pumila subsp. aequiloba (Ledeb.) K.Richt. - Iris pumila f. albiflora Schur - Iris pumila f. atroviolacea Schur - Iris pumila subsp. attica (Boiss. & Heldr.) K.Richt. - Iris pumila var. barthii Prodán & Buia - Iris pumila var. barthiiformis Prodán - Iris pumila var. binata (Schur) Schur - Iris pumila var. dobrogensis Prodán - Iris pumila var. guertleri Prodán - Iris pumila var. heliotropii Prodán & Borza - Iris pumila var. latispatha Prodán & Borza - Iris pumila var. lutea Ker Gawl. - Iris pumila var. macrocarpa Prodán - Iris pumila f. moldavica Prodán | - Iris pumila var. ochroleuca Prodán & Borza - Iris pumila var. pseudopumilioides Prodán - Iris pumila subsp. pumila — номінативний підвид - Iris pumila f. romanica Prodán & Borza - Iris pumila var. rozaliae Prodán - Iris pumila var. scapifera Borbás - Iris pumila var. scariosa (Willd. ex Link) Schmalh. - Iris pumila subsp. sintenisiiformis Prodán - Iris pumila subsp. stenoloba (A.DC. ex Baker) K.Richt. - Iris pumila subsp. taurica (Lodd.) Rodion. & Shevch. — півники кримські - Iris pumila subsp. transsilvanica (Schur) Asch. & Graebn. - Iris pumila var. tristis Nyman - Iris pumila subsp. tristis (Nyman) K.Richt. - Iris pumila f. violacea Prodán |

## Галерея
|  |  |  |  |